# Friederike Mayröcker

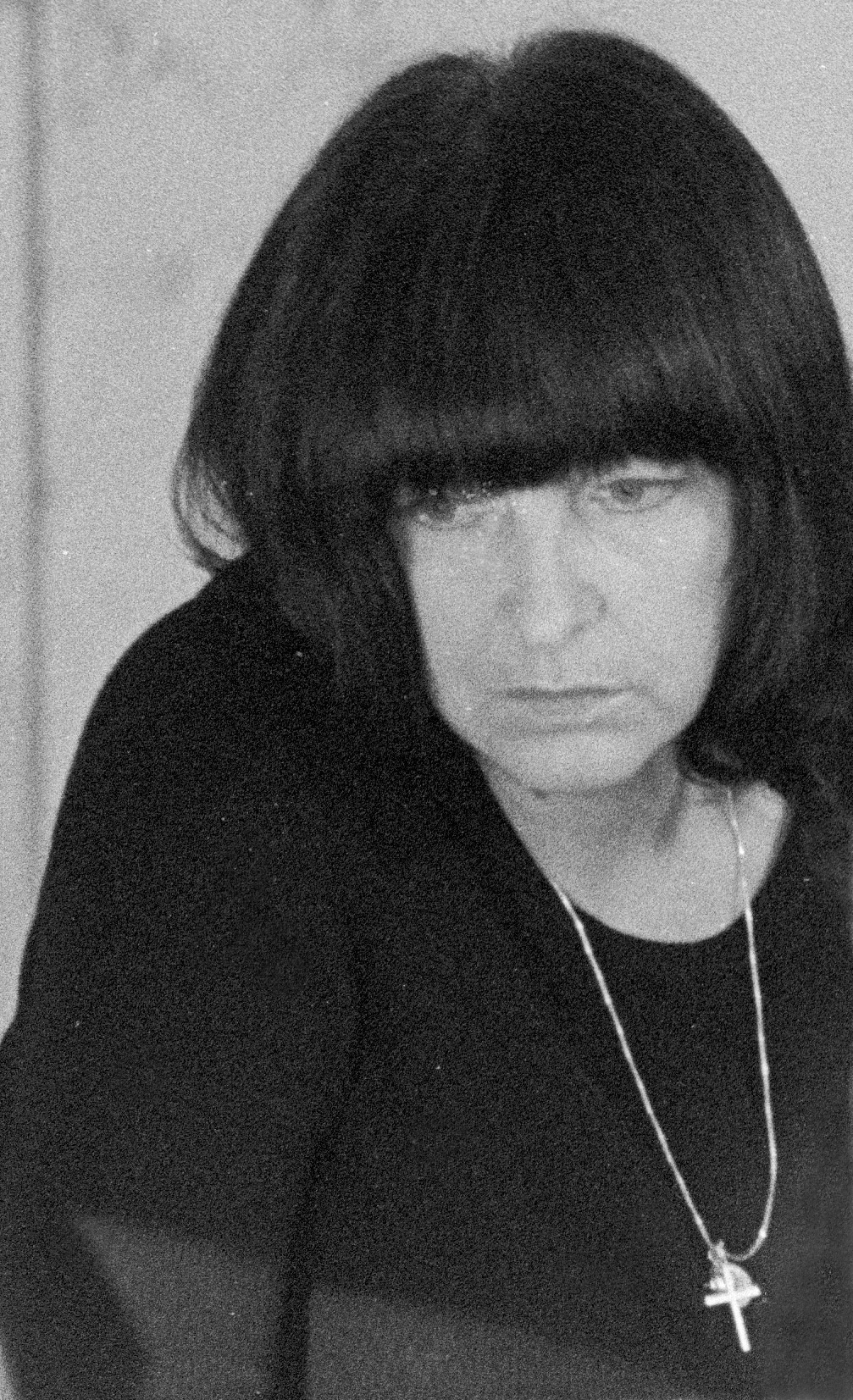
F. Mayröcker, 1974.

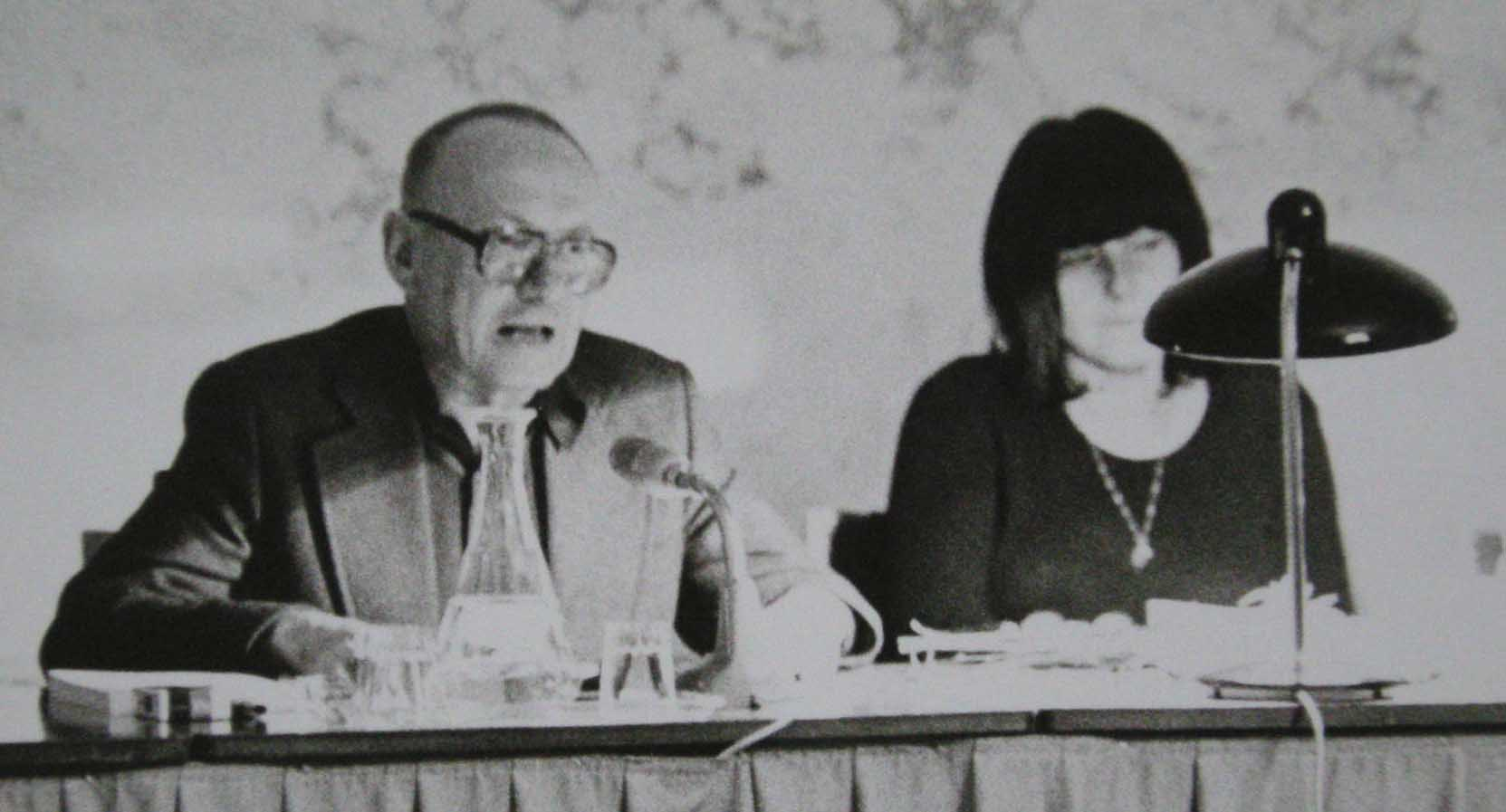
Ernst Jandl och Friederike Mayröcker, vid en uppläsning i november 1974, i Wien.

Friederike Mayröcker, född 20 december 1924 i Wien, död 4 juni 2021 i Wien, var en österrikisk författare. I unga år, på 1950-talet, var hon medlem av den breda sammanslutningen Art-Club. Hon stod även nära den radikala, litterärt experimenterande Wiener Gruppe. Från 1954 sammanlevde hon med författaren Ernst Jandl, fram till dennes död år 2000.

## Verk

### Svenska översättningar
(Samtliga utgivna av Ellerströms i Lund och översatta av Ulla Ekblad-Forsgren)
- Indianhår (dikter i urval, 2005)
- Och jag ruskade en älskling (Und ich schüttelte einen liebling) (roman, 2010)
- Scardanelli (Scardanelli) (dikter, 2011)
- jag är på anstalt: fotnoter till ett ickeskrivet verk (Ich bin in der anstalt) (roman, 2012)
- Om omfamningar (Von den Umarmungen) (dikter, 2013)
- Vill ej mer gå i vall : Rekviem för Ernst Jandl och andra hörspel (dramatik, 2017)
- Patos och svala (Patos und Schwalbe) (dikter, 2019)

## Priser och utmärkelser
- Theodor Körner-priset,  1963
- Hörspielpreis der Kriegsblinden,  1969
- Österreichischer Würdigungspreis för litteratur,  1973
- Wiens pris för litteratur,  1975
- Georg-Trakl-Preis für Lyrik,  1977
- Anton Wildgans-priset,  1981
- Roswithapriset,  1982
- Österrikes stora statspris för litteratur,  1982
- Wiens hedersmedalj,  1985
- Preis der SWR-Bestenliste,  1985[12]
- Österrikes hederskors för vetenskap och konst,  1987
- Hans-Erich-Nossack-Preis,  1989
- Friedrich-Hölderlin-Preis,  1993
- Manuskripte-Preis,  1993
- Else Lasker-Schülers lyrikpris,  1996
- Bayeriska konstakademins stora litteraturpris,  1996
- America Award in Literature,  1997[13]
- Drostepriset,  1997
- ORF Hörspielpreise,  1997
- Christian-Wagner-Preis,  2000
- Karl-Sczuka-Preis,  2001
- Hedersdoktor vid Bielefelds universitet,  2001[14][15]
- Georg Büchnerpriset,  2001
- Wiens hedersring,  2004
- Jan Smrekpriset,  2006[16]
- Hermann-Lenz-Preis,  2009[17]
- Peter-Huchel-Preis,  2010
- Horst-Bienek-Preis för lyrik,  2010
- Literaturpreis der Stadt Bremen,  2011[18]
- Niederösterreichischer Kulturpreis,  2013
- Buchpreis der Wiener Wirtschaft,  2014
- Johann-Beer-Literaturpreis,  2014
- Hedersmedborgare i Wien,  2015[19]
- Hedersdoktor vid Innsbrucks universitet,  2015[20][15][14]
- Österreichischer Buchpreis,  2016
- Günter-Eich-Preis,  2017

[Redigera Wikidata]